# Hilliardia zuurbergensis
Hilliardia es un género monotípico perteneciente a la familia de las asteráceas. Su única especie: Hilliardia zuurbergensis, es originaria de Sudáfrica.

## Descripción
Es una planta sufrútice perennifolia que alcanza un tamaño de 0.5 - 2 m de altura. Se encuentra a una altitud de 500 - 2000 metros en Sudáfrica.

## Taxonomía
Hilliardia zuurbergensis fue descrita por  (Oliv.) B.Nord. y publicado en Opera Botanica 92: 149. 1987.
Sinonimia
- Matricaria zuurbergensis Oliv.	[4]